# Ophioconis cupida
Ophioconis cupida är en ormstjärneart som beskrevs av Jean Baptiste François René Koehler 1905. Ophioconis cupida ingår i släktet Ophioconis och familjen Ophiodermatidae. Inga underarter finns listade i Catalogue of Life.